# Episodi di Within These Walls (seconda stagione)
La seconda stagione della serie televisiva Within These Walls è stata trasmessa in anteprima nel Regno Unito dalla Independent Television tra il 10 gennaio 1975 e l'11 aprile 1975.
| nº | Titolo originale     | Titolo italiano | Prima TV UK      | Prima TV Italia |
| -- | -------------------- | --------------- | ---------------- | --------------- |
| 1  | When the Door Opens  |                 | 10 gennaio 1975  |                 |
| 2  | Remand Wing          |                 | 17 gennaio 1975  |                 |
| 3  | Nowhere for the Kids |                 | 24 gennaio 1975  |                 |
| 4  | The Slap             |                 | 31 gennaio 1975  |                 |
| 5  | Playground           |                 | 7 febbraio 1975  |                 |
| 6  | The Truth Game       |                 | 14 febbraio 1975 |                 |
| 7  | Debate               |                 | 21 febbraio 1975 |                 |
| 8  | Protest              |                 | 28 febbraio 1975 |                 |
| 9  | Let the People See   |                 | 7 marzo 1975     |                 |
| 10 | Skivers              |                 | 14 marzo 1975    |                 |
| 11 | Coming Home          |                 | 21 marzo 1975    |                 |
| 12 | The Good Life        |                 | 4 aprile 1975    |                 |
| 13 | For Life             |                 | 11 aprile 1975   |                 |